# Kardinia Park
O Kardinia Park é um estádio localizado em South Geelong, Vitória, Austrália, possui capacidade total para 36.000 pessoas, é a casa do time de futebol Western United FC e do time de futebol australiano Geelong Football Club, foi inaugurado no século 19.